# フランク・ライク
フランク・マイケル・ライク・ジュニア（Frank Michael Reich Jr.、1961年12月4日 - ）は、アメリカ合衆国ニューヨーク州フリーポート出身のアメリカンフットボールの元選手・コーチ。クォーターバックとして、NFLのバッファロー・ビルズ等の4チームで14年間プレーした。。

## 経歴
メリーランド大学時代の1984年、マイアミ大学戦でスタン・ゲルボーが先発したが、0-31となった後、交代出場し、42-40でチームを逆転勝利に導いた。この時の相手QBは、バーニー・コーザーである。
バッファロー・ビルズに在籍した10年の内の9年間でジム・ケリーの控えQBを務め、ケリーが怪我で戦列を離れた際には要所で活躍し、ビルズの4年連続AFC制覇に貢献した。特に、怪我のケリーの代わりに先発した1993年のNFLワイルドカードプレーオフでは32点差を逆転し、この試合は「NFL史上最大の逆転劇」として知られている。
1995年シーズン、新設されたカロライナ・パンサーズに移籍し、チーム初先発QBとなった後、2チームを渡り歩き、1998年シーズンをもって引退した。
その後数々のチームでOCなどのコーチを務め、2018年からはインディアナポリス・コルツのHCを務め、5年間で二度チームをプレーオフに導いたが2022年途中で解雇された。2023年からはカロライナ・パンサーズのHCとなる。